# Dipartimento di Mercedes
Mercedes è un dipartimento argentino, situato nella parte centrale della provincia di Corrientes, con capoluogo Mercedes.
Esso confina con i dipartimenti di San Roque, Concepción, Ituzaingó, San Martín, Paso de los Libres, Curuzú Cuatiá e Lavalle.
Secondo il censimento del 2001, su un territorio di 9.588 km², la popolazione ammontava a 39.206 abitanti, con un aumento demografico del 15,49% rispetto al censimento del 1991.
Il dipartimento comprende 3 comuni: Mercedes, Felipe Yofre, Mariano I. Loza.